# جون تي ميلس
جون تي ميلس (بالإنجليزية: John T. Mills)‏ هو قاضي ومحامي أمريكي، ولد في 12 نوفمبر 1817، وتوفي في 30 نوفمبر 1871.